# Orlovická hora
Orlovická hora är en kulle i Tjeckien.   Den ligger i regionen Plzeň, i den västra delen av landet, 130 km sydväst om huvudstaden Prag. Toppen på Orlovická hora är 723 meter över havet, eller 61 meter över den omgivande terrängen. Bredden vid basen är 1,0 km.
Terrängen runt Orlovická hora är kuperad åt sydost, men åt nordväst är den platt. Orlovická hora ligger uppe på en höjd som går i nord-sydlig riktning. Runt Orlovická hora är det glesbefolkat, med 13 invånare per kvadratkilometer. Närmaste större samhälle är Klatovy, 17,0 km nordost om Orlovická hora. I omgivningarna runt Orlovická hora växer i huvudsak blandskog.